# FSO Safer
FSO Safer je ropné skladovací a vykládací plavidlo, které je zakotveno v Rudém moři severně od jemenského města Hudajdy. 
Safer byl postaven v roce 1976 společností Hitachi Zosen Corporation v Japonsku jako ropný tanker Esso Japan. V době výstavby měřil 362 metrů. Byl poháněn jedinou parní turbínou, která umožňovala provozní rychlost 15,5 uzlů.  
V roce 1987 byla loď Esso Japan přeměněna na skladovací loď bez pohonu a jméno změněno na Safer. Loď byla v roce 1988 ukotvena asi 7 km od pobřeží Jemenu, a to ve vlastnictví jemenské vlády prostřednictvím jemenské Národní ropné společnosti, která ji používala k ukládání a vývozu ropy z vnitrozemských ropných polí kolem Ma'ribu. Ve své konfiguraci úložiště měl Safer kapacitu asi tři miliony barelů ropy.  
V březnu 2015, v prvních dnech jemenské občanské války, se dostal do rukou hútíjských sil. V následujících letech se bez pravidelné údržby výrazně zhoršil stav konstrukce plavidla, což vedlo k riziku katastrofického narušení trupu nebo exploze ropných par. Na základě dohody s OSN byla vyhodnocen stav plavidla a bylo rozhodnuto o odčerpání ropy a likvidaci plavidla. Operace byla přerušena v roce 2024 v důsledku krize v Rudém moři.    

## Osud plavidla během války v Jemenu
V březnu 2015, v prvních dnech jemenské občanské války, se Safer dostal do rukou hútíjských sil, když převzaly kontrolu nad pobřežím v blízkosti jejího trvalého kotviště. V následujících letech se výrazně zhoršil stav konstrukce plavidla, což vedlo k riziku katastrofického narušení trupu nebo exploze ropných par, které by byly za normálních okolností neutralizovány inertním plynem generovaným na palubě. Odhaduje se, že loď obsahovala asi 1,14 milionu barelů ropy v hodnotě až 80 milionů USD, což se stalo základem sporu v jednáních mezi hútíjskými rebely a jemenskou vládou - obě strany uplatňovaly nároky na náklad a loď.
Na začátku prosince 2019 Al Jazeera informovala, že  ze Saferu začala vytékat ropa ačkoli následné satelitní snímky ukázaly, že zpráva byla nepřesná a nevyskytovaly se žádné známky unikání ropy z lodi.
V květnu 2020 se kvůli netěsnosti v chladicím systému dostala voda do strojovny. Radu bezpečnosti OSN to vedlo k tomu, aby v červenci 2020 svolala zvláštní schůzku řešící bezprostřední riziko rozsáhlé ekologické katastrofy. Na konci roku 2020 bylo zveřejněno ujednání mezi OSN a hútíjskými silami ovládajícími lokalitu. Bylo dojednáno, že na začátku roku 2021 bude mít tým OSN možnost na 30 dní se na loď nalodit, vyhodnotit stav plavidla a provést základní lehké opravy.
Na konci roku 2020 také v časopisu Frontiers in Marine Science vyšla studie prezentující výsledky počítačového modelování potenciálních dopadů úniku ropy z plavidla. Studie předpokládá rozsáhlou destrukci ekosystémů a ohrožení obživy pro miliony lidí žijících na pobřeží. Modelování ukazuje, že díky jinému režimu mořských proudů by dopady rozsáhlého úniku byly mnohem horší v zimě než v létě. Autoři také apelují na OSN a Mezinárodní námořní organizaci, aby se pokusili zabránit úniku, který může nastat ještě v průběhu zimy na přelomu let 2020 a 2021.
Na základě inspekce z roku 2021 byla v únoru 2022 byla mezi hútíjskými silami a OSN uzavřena dohoda, podle které bude z plavidla odčerpána ropa a plavidlo bude zlikvidováno. Náklady na celou operaci byly odhadovány na 144 mil. USD, největší část nákladů pokrylo Nizozemsko. V březnu 2023 OSN pro uchování odčerpané ropy zakoupila tanker Nautica, vyrobený v roce 2008 a dlouhý 333 metrů. Odčerpání ropy bylo úspěšně ukončeno v srpnu 2023, nepodařilo se odčerpat asi jen 2 % ropy.
Z důvodu zhoršující se bezpečnostní situace v důsledku krize v Rudém moři byly práce na likvidaci plavidla v roce 2024 zastaveny. Trval také právní spor o vlastnictví ropy z plavidla.